# Poggiellus
Poggiellus is een geslacht van kevers uit de familie  
kniptorren (Elateridae).
Het geslacht is voor het eerst wetenschappelijk beschreven in 2006 door Schimmel.

## Soorten
Het geslacht omvat de volgende soorten:
- Poggiellus davidi (Candèze, 1878)
- Poggiellus kucerai Schimmel, 2006